# Nord-Norgebanen

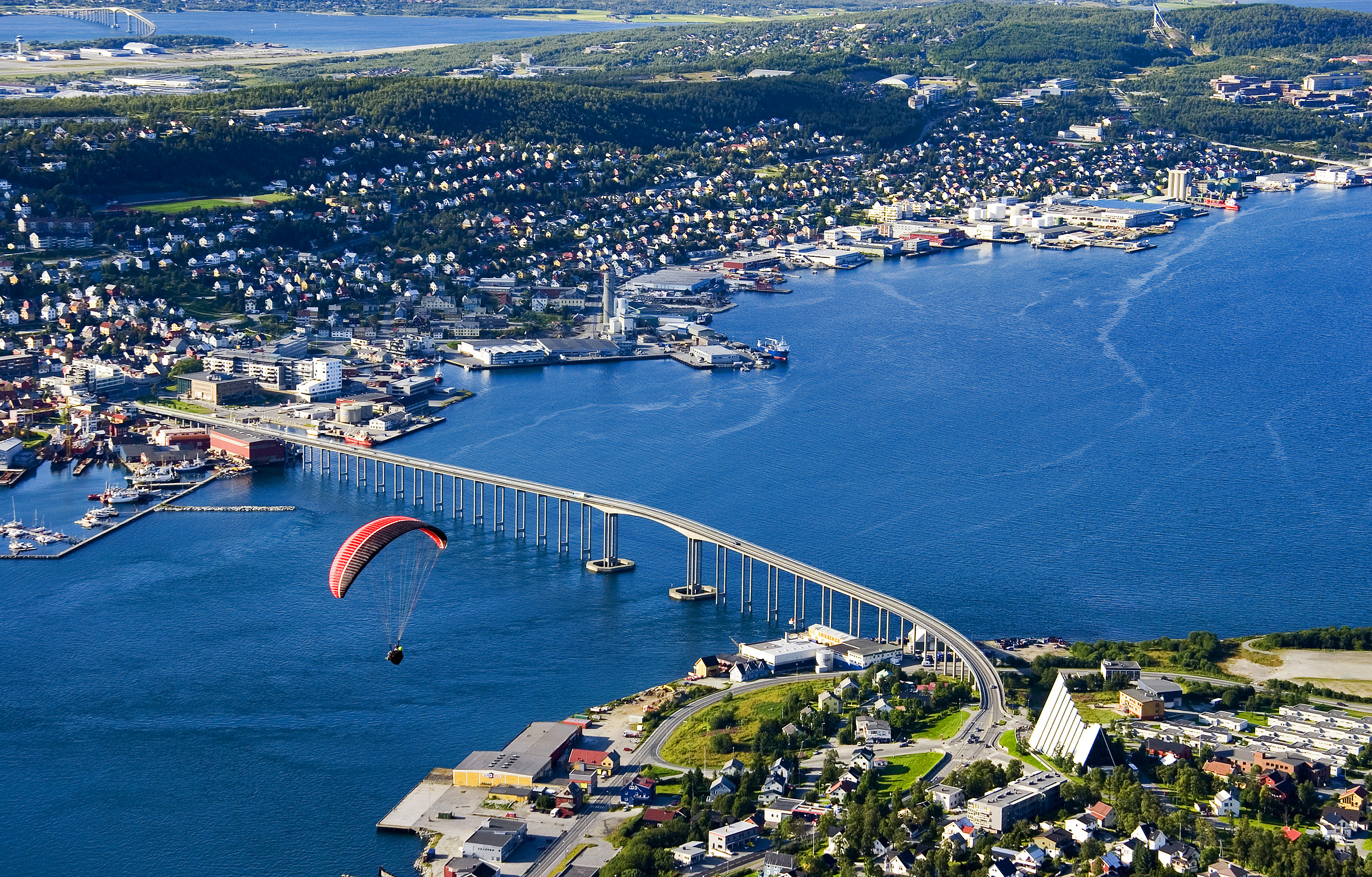
Ziel der geplanten Nord-Norgebane: Tromsø

Die Nord-Norgebane (dt. Nord-Norwegenbahn) ist ein Eisenbahnprojekt im Norden von Norwegen. Ziel der Planungen ist es, die Nordlandsbane, die zurzeit in Bodø endet, von Fauske im Fylke Nordland nach Tromsø zu verlängern.

## Geschichte
Die Nordlandsbane nach Bodø wurde 1962 eröffnet. Zum damaligen Zeitpunkt war es erklärtes Ziel der Politik, die Bahnstrecke von Fauske zunächst weiter bis nach Narvik zu verlängern, wo sie auf die zum schwedischen Eisenbahnnetz gehörende Erzbahn treffen sollte. Auch ein Weiterbau nach Tromsø und eine Stichstrecke nach Harstad standen auf der Agenda. Anfang der 1990er Jahre wurden entsprechende Pläne vom Storting auf Eis gelegt.
Mit Ausnahme einer Inselstrecke, der Bahnstrecke Kirkenes–Bjørnevatn in Kirkenes und dem Anschluss von Narvik an das schwedische Bahnnetz existieren in Nord-Norge nördlich der Linie Bodø–Fauske keine Eisenbahnen und es ist Gegenstand öffentlicher Diskussionen, ob sie benötigt werden. Der Bau der 482 Kilometer langen Strecke von Fauske nach Tromsø wäre aufgrund des schwierigen Geländes sehr aufwändig, zumal Straßen- und Luftverkehr in die Region inzwischen sehr gut ausgebaut sind. Andererseits werden Klimaschutzargumente und die Möglichkeit des schnelleren Warentransports insbesondere von Fisch als Argumente für eine Bahnanbindung Nord-Norwegens ins Feld geführt. Darüber hinaus existieren Überlegungen, die Strecke weiter bis nach Russland zu verlängern.
Im Zuge einer möglichen Bewerbung Tromsøs um die Austragung der Olympischen Winterspiele 2018, die jedoch nicht eingereicht wurde, war eine Bahnanbindung Nordnorwegens in der Diskussion. Immer wieder wird die Anbindung von Tromsø an die schwedische Erzbahn diskutiert, ohne dabei eine direkte Verbindung ans norwegische Bahnnetz zu schaffen. Eine entsprechende Strecke könnte entweder von Narvik oder vom schwedischen Torneträsk aus über die Orte Bardu, Setermoen und Nordkjosbotn nach Tromsø führen. Es gibt auch Vorschläge zum Bau von Bahnstrecken von Finnland entweder nach Tromsø oder in Richtung Finnmark. Am 26. Mai 2020 stimmte das Nationalparlament Storting mit 30 Für- und 56 Gegenstimmen gegen einen Vorschlag der beiden Abgeordneten Torgeir Knag Fylkesnes (SV) und Per-Willy Amundsen (FrP), der eine etwa 375 Kilometer lange Verlängerung der Bahnlinie nach Tromsø beinhaltete. Die veranschlagten Kosten lagen bei 100 Milliarden NOK.
Die neue seit dem 14. Oktober 2021 im Amt befindliche Regierung Støre hat durch Verkehrsminister Jon-Ivar Nygård erklärt, dass eine Entscheidung über den Bau der Strecke erst mit dem Nationalen Verkehrsplan 2025 fallen werde.
Eine umfassende Untersuchung zur Nord-Norgabane fand unter Vorsitz der NSB im Jahr 1993 statt. Im Jahr 2022 beauftragte das Ministerium für Verkehr und Kommunikation Jernbanedirektoratet mit der Erstellung einer Optionsstudie für eine solche Bahnstrecke zwischen Fauske und Tromsø mit einer Zweigstrecke nach Harstad. Die im September 2023 vorgestellte Studie schätzte die Kosten für einen Vollausbau auf 280 Milliarden Norwegische Kronen, prognostizierte eine sehr geringe sozioökonomische Rentabilität und negative Auswirkungen auf Klima und Natur und empfahl daher über einen Zeithorizont von 40 Jahren keine Realisierung.

## Besonderes

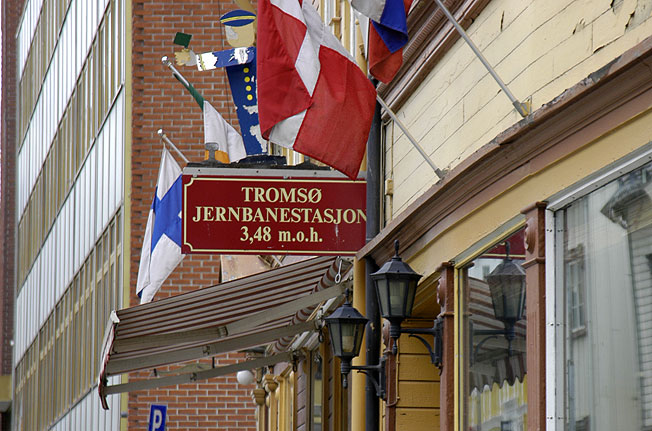
Kneipe „Tromsø jernbanestation“ („Bahnhof Tromsø“)

Während des Zweiten Weltkrieges war unter deutscher Besatzung bereits mit dem Bau einer Bahnstrecke von Fauske nach Narvik begonnen worden. Einige der in diesem Zuge bereits gebauten Tunnel werden heute von Straßen genutzt.
Eine Kneipe in Tromsø trägt den Namen „Tromsø jernbanestasjon“ („Bahnhof Tromsø“).